# Герлинци
Герлинци (на словенски: Gerlinci; на унгарски: Görhegy; на немски: Jörgelsdorf) е село в Словения, Помурски регион, община Цанкова. Според Националната статистическа служба на Република Словения през 2020 г. селото има 311 жители.